# Kerem Gönlüm
Kerem Gönlüm (* 22. November 1977 in Eskişehir) ist ein ehemaliger türkischer Basketballspieler.

## Werdegang
Gönlüm spielte 19 Jahre in der ersten türkischen Liga. Seinen besten Punkteschnitt in der Spielklasse erreichte er in der Saison 2010/11 mit 12,3 je Begegnung. 2001 und 2009 wurde er türkischer Meister sowie 2003, 2004, 2005, 2006, 2007 und 2009 türkischer Pokalsieger. Den Wettbewerb um den türkischen Präsidentenpokal gewann Gönlüm im Jahr 2001.
Ende Oktober 2009 wurde Gönlüm vom Disziplinarausschuss des türkischen Basketballverbands für ein Jahr gesperrt sowie zu einer Geldbuße von 10.000 Lira verurteilt. Diese Strafe wurde ausgesprochen, da in einer Dopingprobe, die Gönlüm Mitte Juni 2009 während der Finalserie um die türkische Meisterschaft abgegeben hatte, Cathin gefunden worden war, das auf der Liste der verbotenen Wirkstoffe geführt wird.

### Nationalmannschaft
Mit der türkischen Studentennationalmannschaft nahm Gönlüm an der Sommeruniversiade 2005 teil. 2010 gewann er mit der Herrennationalmannschaft die Silbermedaille bei der Weltmeisterschaft. Er nahm ebenfalls an den WM-Schlussrunden 2006 und 2014 sowie an den Europameisterschaften 2003, 2005, 2007 und 2013 teil.